# Пехи
Пехи (укр. Пехи) — село в Шацкой поселковой общине Ковельского района Волынской области Украины.
До 2020 года входило в Шацкий район.
Код КОАТУУ — 0725785402. Население по переписи 2001 года составляет 258 человек. Почтовый индекс — 44031. Телефонный код — 3355. Занимает площадь 0,269 км².